# کانتری‌ساید (کانزاس)
کانتری‌ساید (به انگلیسی: Countryside) یک منطقهٔ مسکونی در ایالات متحده آمریکا است که در شهرستان جانسون، کانزاس واقع شده‌است. کانتری‌ساید ۰٫۳ کیلومتر مربع مساحت و ۲۹۵ نفر جمعیت دارد.